# عبد العزيز المتوكل على الله
المتوكل على الله الثاني هو عبد العزيز بن يعقوب بن محمد المتوكل، كنيته أبو العز، وهو أحد الخلفاء العباسيين في القاهرة. ولد عام 819 هـ (الموافق 1416 م) وتولى الخلافة من عام 884 هـ إلى عام 903 هـ (1479 م – 1497 م).